# Jerry Litton

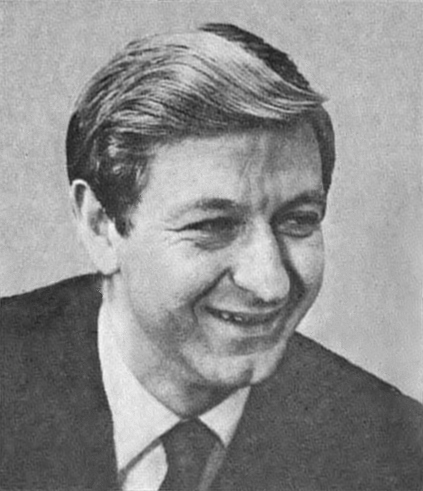
Jerry Litton (1973)

Jerry Lon Litton (* 12. Mai 1937 bei Lock Springs, Daviess County, Missouri; † 3. August 1976 in Chillicothe, Missouri) war ein US-amerikanischer Politiker. Zwischen 1973 und 1976 vertrat er den Bundesstaat Missouri im US-Repräsentantenhaus.

## Werdegang
Jerry Litton besuchte die öffentlichen Schulen seiner Heimat und studierte danach bis 1961 an der University of Missouri in Columbia Journalismus. Zwischen 1955 und 1962 war er auch Mitglied der Army National Guard, die in der Regel nur gelegentlich zu kurzen Übungen einberufen wurde. Schon während seiner Studienzeit wurde er als Demokrat politisch aktiv. Er wurde Präsident der Demokratischen Studentenvereinigung an der University of Missouri. Litton war in den Jahren 1955 bis 1956 auch regionaler Präsident für Missouri der Vereinigung Future Farmers of America. Danach gehörte er bis 1957 deren Bundesvorstand an. Im Jahr 1960 unterstützte er in den Präsidentschaftsvorwahlen seiner Partei US-Senator Stuart Symington, der dann John F. Kennedy unterlag.
Danach arbeitete Litton als Viehzüchter auf der Charolais-Ranch nahe Chillicothe. Da er sich ohnehin sehr für die Jugend einsetzte, nutzte er die Gelegenheit, um seine Ranch für Führungen für Schulkinder und darüber hinaus auch für die Öffentlichkeit zu öffnen. Um 1972 galt Litton als der kommende Mann in der Demokratischen Partei, dem eine große politische Zukunft vorhergesagt wurde. Damals moderierte er eine Fernsehsendung, in der prominente Politiker wie Jimmy Carter auftraten. Carter war es auch, der ihn als kommenden Präsidenten einschätzte.
Bei den Kongresswahlen des Jahres 1972 wurde Litton im sechsten Wahlbezirk von Missouri in das US-Repräsentantenhaus in Washington, D.C. gewählt, wo er am 3. Januar 1973 die Nachfolge von William Raleigh Hull antrat. Nach einer Wiederwahl konnte er bis zu seinem Tod am 3. August 1976 im Kongress verbleiben. In dieser Zeit endete der Vietnamkrieg. Im Jahr 1974 wurde auch die Arbeit des Kongresses durch die Watergate-Affäre überschattet.
Im Jahr 1976 entschied sich Litton, auf eine weitere Wahl in das US-Repräsentantenhaus zu verzichten. Stattdessen kandidierte er in den Vorwahlen seiner Partei für den US-Senat. Diese Wahl fand am 3. August 1976 statt und wurde von Litton gewonnen. Auf dem Weg zu der geplanten Siegesfeier stürzte sein Flugzeug ab. Bei diesem Unglück wurden Litton, seine Frau und seine beiden Kinder sowie der Pilot der Maschine und dessen Sohn getötet. Die Litton-Familie wurde in ihrem Heimatort Chillicothe, der auch Schauplatz der Flugzeugtragödie war, beigesetzt.